# Cheilolejeunea aneogyna
Cheilolejeunea aneogyna är en bladmossart som först beskrevs av Richard Spruce, och fick sitt nu gällande namn av Alexander William Evans. Cheilolejeunea aneogyna ingår i släktet Cheilolejeunea och familjen Lejeuneaceae. Inga underarter finns listade i Catalogue of Life.